# Provincia di Lleida
La provincia di Lleida o di  Lerida (in catalano Província de Lleida [pɾuˈβinsi.ə ðə ˈʎejðə]; in aranese Provincia de Lhèida [pɾuˈvinsjɔ de ˈʎɛjðɔ]; in spagnolo Provincia de Lérida [pɾoˈβinθja ðe ˈleɾiða]) è una delle quattro province della comunità autonoma della Catalogna, nella Spagna nord-orientale.

## Geografia fisica
La provincia di Lleida, la più estesa della Catalogna e l'unica senza sbocco al mare, confina con la Francia (dipartimenti dell'Alta Garonna, dell'Ariège e dei Pirenei Orientali in Occitania) e Andorra a nord, con le province di Gerona e Barcellona a est, di Tarragona a sud e con l'Aragona (province di Saragozza e Huesca) a sud.
Il capoluogo è Lleida, altri centri importanti sono Balaguer e Tàrrega.

## Geografia antropica
La provincia di Lleida è suddivisa in 12 comarche, che a loro volta sono suddivise in comuni.

### Comarche
| Comarca        | Capoluogo           | Superficie   | Popolazione | Densità        | Comuni |
| -------------- | ------------------- | ------------ | ----------- | -------------- | ------ |
| Alta Ribagorça | El Pont de Suert    | 426,86 km²   | 4.431 ab.   | 9,38 ab./km²   | 3      |
| Alt Urgell     | La Seu d'Urgell     | 1.447,48 km² | 20.936 ab.  | 14,46 ab./km²  | 19     |
| Baixa Cerdanya | Puigcerdà           | 546,57 km²   | 16.862 ab.  | 30,85 ab./km²  | 17     |
| Garrigues      | Les Borges Blanques | 797,61 km²   | 19.974 ab.  | 25,04 ab./km²  | 24     |
| Noguera        | Balaguer            | 1.784,06 km² | 37.565 ab.  | 21,06 ab./km²  | 30     |
| Pallars Jussà  | Tremp               | 1.343,08 km² | 12.566 ab.  | 9,36 ab./km²   | 14     |
| Pallars Sobirà | Sort                | 1.377,92 km² | 6.883 ab.   | 5,08 ab./km²   | 14     |
| Pla d'Urgell   | Mollerussa          | 305,13 km²   | 33.105 ab.  | 108,49 ab./km² | 16     |
| Segarra        | Cervera             | 722,67 km²   | 20.996 ab.  | 29,05 ab./km²  | 21     |
| Segrià         | Lleida              | 1.396,65 km² | 183.954 ab. | 131,71 ab./km² | 38     |
| Solsonès       | Solsona             | 1.001,21 km² | 12.764 ab.  | 12,75 ab./km²  | 15     |
| Urgell         | Tàrrega             | 579,73 km²   | 34.117 ab.  | 58,85 ab./km²  | 20     |
| Val d'Aran     | Vielha e Mijaran    | 633,60 km²   | 9.219 ab.   | 14,55 ab./km²  | 9      |

## Galleria d'immagini

Bandiera non ufficiale della provincia di Lleida
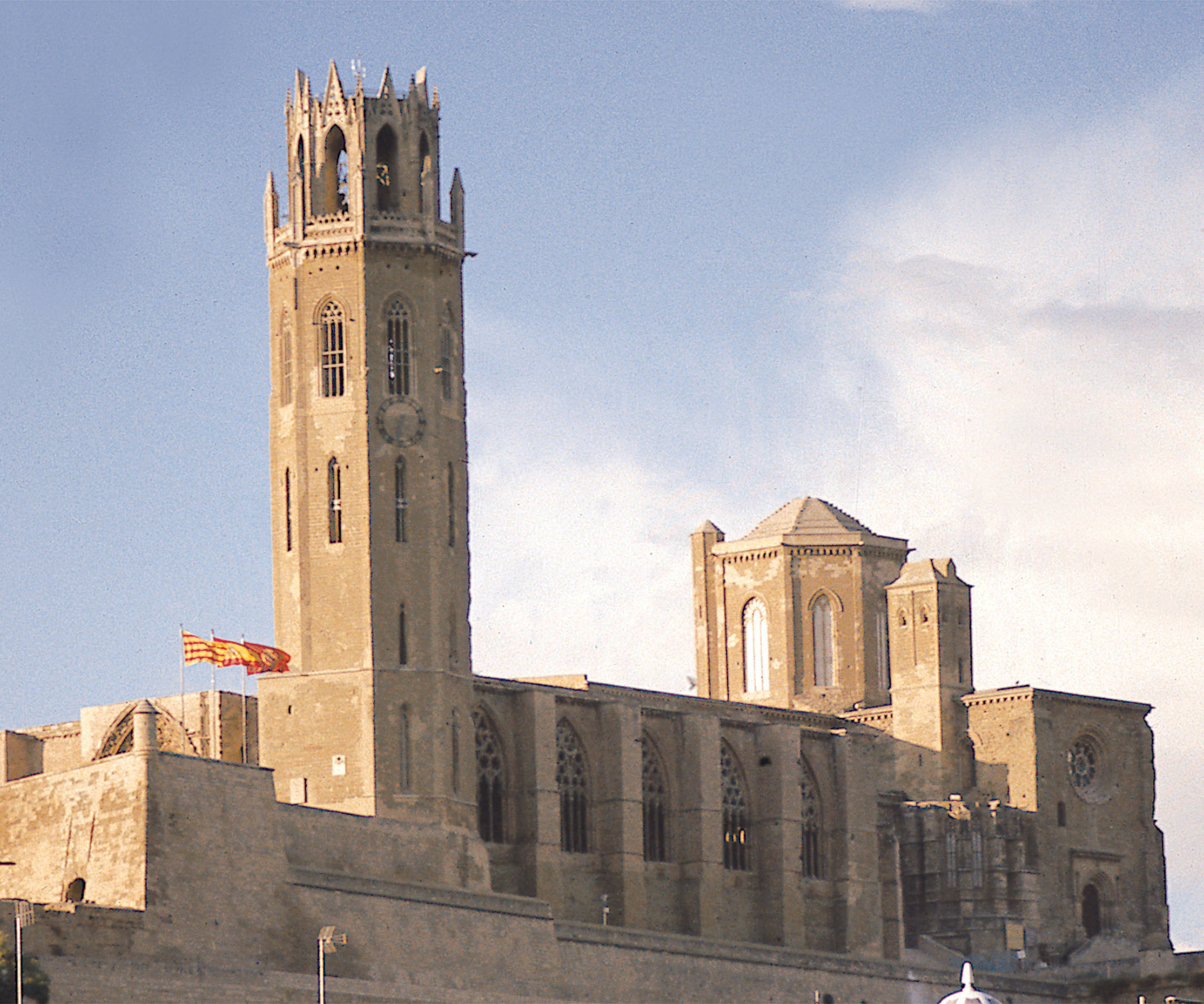
Lleida: la Cattedrale Vecchia (Seu Vella)
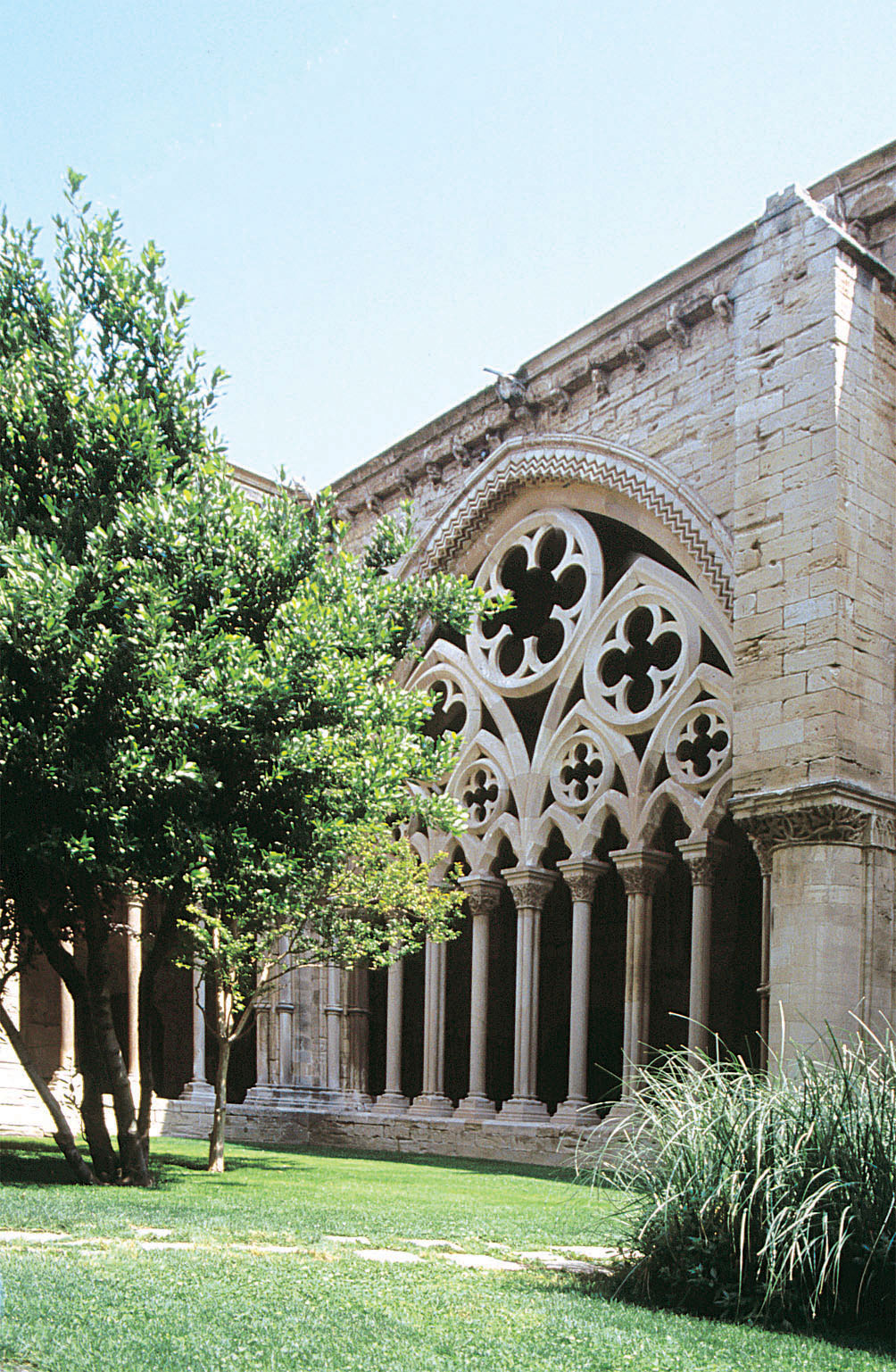
Il chiostro della Seu Vella a Lleida
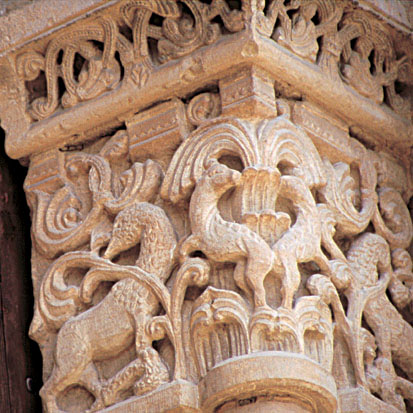
La Cattedrale Vecchia a Lleida, dettaglio di un capitello